# Parvamussium aldeynzeri
Parvamussium aldeynzeri is een tweekleppigensoort uit de familie van de Propeamussiidae. De wetenschappelijke naam van de soort is voor het eerst geldig gepubliceerd in 2004 door Dijkstra.